# Ione (Washington)
Ione je gradić u američkoj saveznoj državi Washington. Prema popisu stanovništva iz 2010. u njemu je živjelo 447 stanovnika.